# Морские солдаты
Морски́е солда́ты — историческое название рода войск армейского флота Русской армии, позднее флота, выполнявшего функции морской пехоты.
На разных исторических этапах данный род войск имел различные наименования (солдатские команды, морские батальоны, морские полки) и подчинение (Адмиралтейств-коллегия → Морское министерство → Военное министерство → Морское министерство).

## История морских солдат Российской империи

### XVII век
Мнения военных историков о том, с какого исторического этапа следует вести отчёт созданию специализированных пехотных формирований, выполнявших функцию морской пехоты в Царской России, расходятся.
По утверждению некоторых историков, к таковым формированиям следует отнести корабельные команды стрельцов, созданные при царе Алексее Михайловиче в 1667—1668 годах для обеспечения безопасности гребных судов, совершавших плавание по Волге до Казани и Астрахани. В его правление был выпущен служебный документ с требованием к командирам кораблей об организации команды из членов судового экипажа по действиям при абордаже и десантированию на сушу. В связи с фактическим отсутствием военно-морского флота на тот период, создание подобных команд на постоянной основе и реализация на практике подобного документа не представлялись возможными.
С приходом к власти Петра I и началом создания военно-морского флота встал также вопрос о необходимости создания пехотных формирований для совершения абордажа кораблей противника, высадки с кораблей и дальнейших действии на суше. В ходе Азовских походов 1695—1696 годов для выполнения таких задач привлекались стрелецкие и казачьи формирования. В феврале 1696 года был временно сформирован Морской регимент (регимент — в переводе с немецкого полк), насчитывавший 4254 человека, набранный из состава Семёновского и Преображенского полков. Морской регимент состоял из 28 рот и передвигался на 30 судах.

### XVIII век
В ходе дальнейшего строительства военно-морского флота Пётр I осознал необходимость в создании специальных подготовленных морских пехотных формирований на постоянной основе, что и сформулировал осенью 1704 года в документе «Определение о начинающем флоте на Ост-Зее».
Датой основания формирований морских солдат (морской пехоты) как отдельного рода сил при военно-морском флоте Царской России принято считать 27 ноября (16 по старому стилю) 1705 года. В этот день указом Петра I был сформирован Морской полк (полк морских солдат). Основу полка составили несколько рот Семёновского и Преображенского полков.
Личный состав полка насчитывал 1365 человек, в том числе 45 офицеров, 70 унтер-офицеров и 1250 рядовых. Полк разделялся на 2 батальона по 5 рот в каждом и был вооружён саблями и ружьями.
Основное назначение полка заключалось в действиях при абордаже кораблей неприятеля, а также при высадке на берег с парусных судов на Балтийском море. При этом на галерных (гребных) судах для абордажа и десантирования на берег по-прежнему применялись простые пехотные подразделения от разных полков. Попытка адмирала И. Ф. Боциса в 1710 году упорядочить и преобразовать их в отдельный Галерный полк не увенчалась успехом.
К 1714 году Морской полк был реформирован и разделён. Формирования морских солдат на Балтийском корабельном флоте были представлены 5 отдельными батальонами общей численностью в 3300 человек. Один из них предназначался для охраны органов управления флота и береговых объектов и именовался адмиралтейским батальоном.
Первым успешным сражением царской России с участием морских солдат было Гангутское сражение, которое состоялось 27 июля 1714 года.
После смерти Петра I в связи с общим ухудшением дел в государстве в 1732 году была проведена реформа военно-морского флота, в ходе которой было сформировано 2 морских полка по 3 батальона, каждый из которых состоял из 4 рот. В 1734 году были сформированы дополнительно 2 полка морской артиллерии. На южном направлении был сформирован отдельный батальон в составе Донской флотилии на 900 человек.
В 1743 году адмиралом А. И. Головиным было высказано предложение по повышению численности морских пехотных частей за счёт привлечения на флот 4 стрелковых полков, дислоцированных на Северном Кавказе и в Закавказье, не нашедшее должной поддержки у Елизаветы Петровны.
В 1754 году морское руководство приняло план о создании так называемых «солдатских команд», выполнявших функции морской пехоты, на парусных и галерных судах. Эти команды распределялись по кораблям пропорционально их водоизмещению. Таким образом, морская пехота представляла собой на тот момент два морских полка и «солдатские команды».
Реформой 1762 года произошёл повсеместный возврат в организации морской пехоты от «солдатских команд» к батальонам. Было создано 4 флотских батальона, каждый из которого состоял из 7 мушкетёрских и 1 гренадерской роты. «Солдатские команды» были оставлены на гребных судах.
В 1777 году число морских батальонов на Балтийском флоте было увеличено до 8, которые распределялись на 40 парусных кораблях. Также в состав флота был добавлен второй адмиралтейский батальон.
В ходе войны со Швецией, начавшейся летом 1778 года, стала очевидной недостаточность морских батальонов, в связи с чем они были усилены обычными пехотными полками.
К 1794 году на Чёрном море Российский императорский флот представлял собой соединение из 27 кораблей, в состав которых при правлении Екатерины Великой были включены 4 морских батальона (3 флотских и 1 адмиралтейский) и Гренадерский корпус гребного флота. При Павле I Гренадерский корпус был расформирован на отдельные батальоны.
В 1798 году в составе Каспийской флотилии гребных судов была создана «солдатская команда» из 84 человек.

### XIX век
По итогам военной реформы, проведённой Павлом I, к 1801 году в состав морской пехоты императорского флота входило 9 батальонов в Балтийском флоте и 3 батальона в Черноморском флоте. Все батальоны получили порядковую нумерацию.
В 1803 году в ходе очередной реформы все батальоны были объединены в полки. В результате реорганизации было создано 4 морских полка. Три полка относились к Балтийскому морю, два из которых дислоцировались в Кронштадте и один в Ревеле. Четвёртый полк был создан в составе Черноморского флота и дислоцировался в Азове. Каждый полк состоял из 3 батальонов: 1 гренадерский и 2 мушкетёрских. Каждый из батальонов состоял из 4 рот. Личный состав каждого полка насчитывал 2085 военнослужащих разных званий.
В составе Каспийской флотилии в 1805 году на базе солдатской команды был создан Каспийский морской батальон, состоявший из 4 мушкетёрских рот.
Данные полки распределялись по так называемым флотским экипажам к приписанным кораблям. Все флотские экипажи также получили порядковую нумерацию. В состав флотского экипажа, кроме подразделения морских солдат, входил экипаж судна и береговые подразделения обеспечения, приписанные к кораблю. Таким образом, морские солдаты имели двойное подчинение — командиру корабля и командиру батальона.
Отдельно стоит упомянуть о существовании на тот исторический период так называемой экипажской роты (численностью 500 человек), дислоцированной на Камчатке, морской роты в Охотске (190 человек) и морской роты в Архангельске (156 человек).
Исторические реалии начала XIX века и фактическое состояние вооружённых сил в плане уровня боевой подготовки, дисциплины, а также различные взгляды на концепцию применения как морских солдат, так и простых пехотных частей, создали у морского руководства мнение, что необходимости в содержании специально обученных морских пехотинцев не имеется.
В связи с указанными выше причинами, а также необходимостью подготовки морских полков к войне с Армией Наполеона на суше стал вопрос об их переподчинении. 17 января 1811 года 1-й, 2-й и 3-й морские полки Балтийского флота вошли в состав 25-й пехотной дивизии Русской императорской армии, а 4-й полк Черноморского флота был включён в состав 28-й пехотной дивизии. Фактически с этой даты морская пехота императорского флота перестала существовать как род сил.
По итогам Отечественной войны Морским министерством была предпринята попытка возродить морскую пехоту.
В 1813 году были восстановлены морские полки, подчинённые Военному министерству, но получавшие при этом обеспечение от Морского министерства. Морские полки оказались вне структуры военного флота.
23 мая 1833 года Николай Первый провёл последний смотр морских полков, подлежащих окончательному упразднению. Батальоны 1-го и 3-го морских полков были переданы в состав Невского и Калужского пехотных полков. Батальоны 2-го и 4-го морских полков переданы в состав Софийского и Либавского пехотных полков. По указу императора для сохранения памяти о боевом пути расформированных полков Невский и Софийский полк стали именоваться морскими.
20 января 1846 года Невский морской полк был переименован в Невский пехотный полк. 17 июня того же года Софийский морской полк также был переименован в пехотный.
Со второй половины XIX века руководство императорского флота окончательно склонилось к концепции применения флотских экипажей для функций морской пехоты.

### XX век
Последняя попытка в Российском императорском флоте заново воссоздать морскую пехоту как род войск была предпринята в 1911 году с разработкой Главным морским штабом проекта по созданию постоянных морских пехотных частей. Согласно проекту предполагалось создание морского полка на Балтийском флоте, батальона (Одесский морской батальон) на Черноморском флоте и батальона во Владивостоке.
При реализации проекта в августе 1914 года в Кронштадте из личного состава Гвардейского флотского экипажа были созданы 1-й и 2-й отдельные морские батальоны и 3-й батальон из личного состава 1-го Балтийского флотского экипажа. В том же году на основе 2-го Балтийского флотского экипажа был создан 4-й отдельный морской батальон. Все батальоны состояли из 2 рот и имели численность около 550 человек.
В марте 1915 года 4-й батальон был переформирован в 1-й морской полк.
В 1915 году в Морском министерстве был разработан проект «Положения о морской пехоте», в котором были обозначены структура и задачи создаваемого заново рода войск.
В связи с тем, что Российская империя из-за участия в Первой мировой войне находилась на тот момент в тяжёлой политической и экономической ситуации, планы о воссоздании морской пехоты не были в полной мере осуществлены.
Со свержением самодержавия в 1917 году прекратил своё существование Российский императорский флот.
Де-юре Гвардейский флотский экипаж, на основе которого были созданы 2 морских батальона, принимавшие участие как в сражениях Первой мировой войны, так и в Февральской революции 1917 года, был расформирован по приказу № 103 командующего Балтийским флотом от 3 марта 1918 года. Фактически все указанные морские батальоны прекратили своё существование весной 1917 года.
В годы гражданской войны и красные и белые активно формировали личным составом военных моряков отряды для действий на сухопутных фронтах. В РККА таких было до 140 отрядов и 40 бронепоездов. В Белом движении известны Морская рота капитана 2-го ранга В. Потёмкина в Добровольческой армии, Полк Андреевского флага и отдельный Морской батальон капитана 1-го ранга П. Шишко в армии Н. Н. Юденича, Отдельная бригада морских стрелков контр-адмирала Г. Старка и морской учебный батальон капитана 2-го ранга П. Тихменева в армии А. В. Колчака. Однако именно в качестве морской пехоты подобные формирования не использовались, все они сражались на сухопутных фронтах. 